# Ooltgensplaat
Ooltgensplaat (Flakkees: De Plaet West-brabants: De plèt) is een dorp in de gemeente Goeree-Overflakkee, in de Nederlandse provincie Zuid-Holland. Het dorp heeft 2.715 inwoners (gegevens 1 januari 2023), 981 woningen en 229 recreatiewoningen (gegevens januari 2006), inclusief de buurtschap Langstraat.
Ooltgensplaat was tot 1966 een zelfstandige gemeente. In dat jaar fuseerde Ooltgensplaat met de gemeenten Oude-Tonge en Den Bommel tot de gemeente Oostflakkee die in 2013 opging in de nieuwe gemeente Goeree-Overflakkee.

## Geografie en markante gebouwen
Ooltgensplaat is een zogenaamd kerkringdorp, met aan de ene kant een haven en het havenkanaal naar het Volkerak en aan de andere kant een kerk uit 1847. Deze kerk is gebouwd op de fundamenten van twee voorgaande kerken. Tot 1647 maakten ook de inwoners van Den Bommel gebruik van deze kerk.

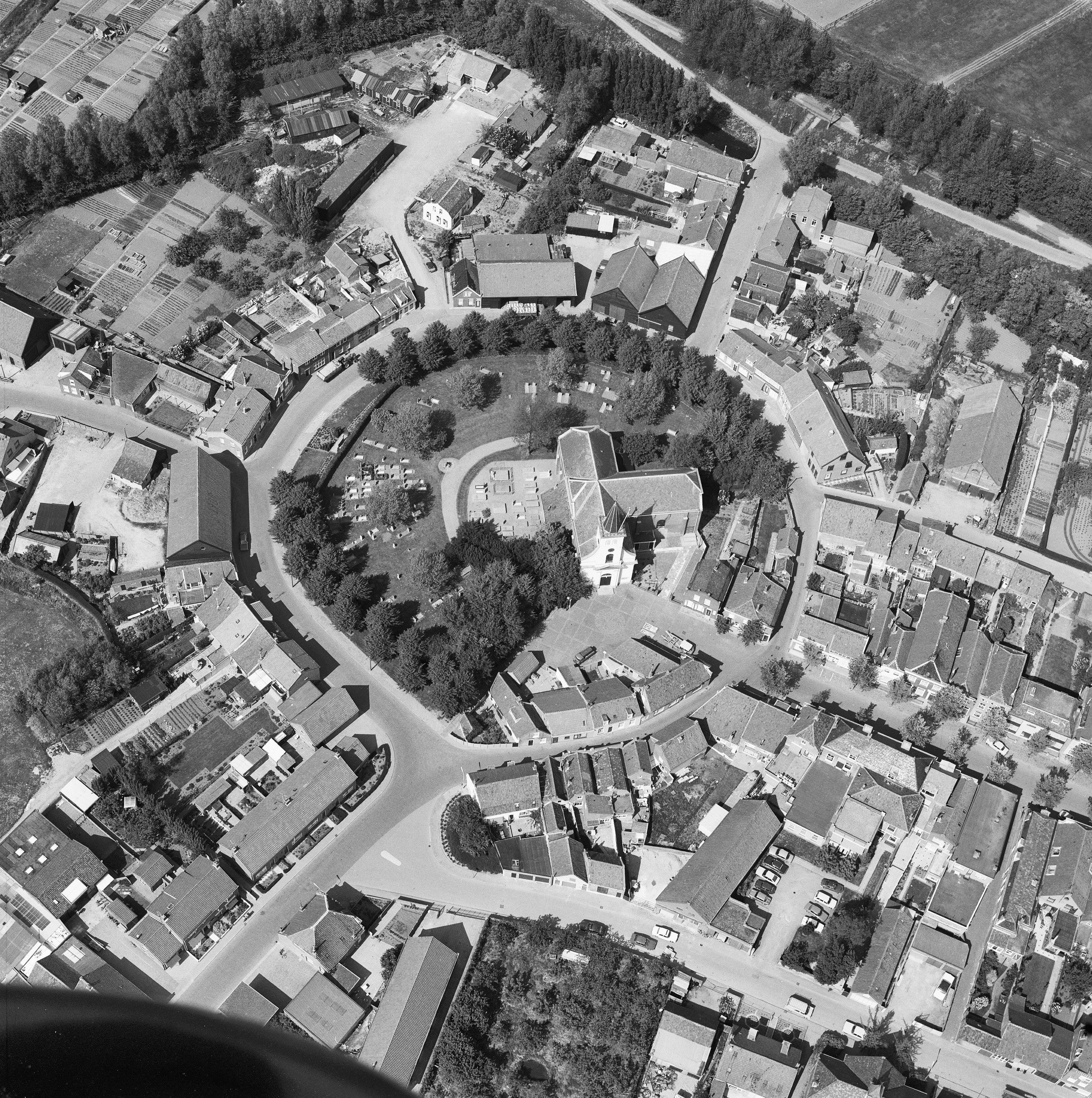
Ooltgensplaat is een kerkringdorp - luchtfoto uit 1977

Het Oude Raadhuis van Ooltgensplaat, met uitzicht op de haven, is het oudste pand in zijn soort van Goeree-Overflakkee. Het stamt uit 1616 en is gebouwd naar het ontwerp van de bekende 17e-eeuwse Vlaamse bouwmeester Melchior van Harbach. François van Aerssen, destijds de ambachtsheer van Sint Adolfsland, waartoe Ooltgensplaat behoorde, gaf toestemming voor de bouw. Het gebouw heeft door de eeuwen heen vele rampen, waaronder een aantal overstromingen, overleefd. Sinds augustus 2005 is het voormalige raadhuis weer in gebruik als trouwlocatie.
Tevens bevindt zich bij Ooltgensplaat het Fort Prins Frederik, een groot fort uit het begin van de achttiende eeuw, dat samen met de vesting Willemstad de doorgang in het Volkerak en het Hellegat bewaakte. Tegenwoordig wordt het fort voornamelijk gebruikt voor recreatieve doeleinden.
De bestaansmiddelen op Ooltgensplaat zijn landbouw en recreatie. Naast de camping op het fort heeft Ooltgensplaat een jachthaven met bijna 80 ligplaatsen.

### Folklore
Elk jaar was er de jaarlijkse omloop, een wandeltocht van 110 kilometer over het hele eiland Goeree-Overflakkee. Het evenement begon en eindigde in de Voorstraat van Ooltgensplaat. De omloop is zeer tegen de zin van de inwoners van De Plaet verhuisd naar Middelharnis.

## Sportverenigingen
- TVO (tennisvereniging)
- VV OFB (voetbalvereniging)
- DOS (gymvereniging)
- Wsv Ooltgensplaat (Watersport)